# Französische Départements in Mitteleuropa von 1792 bis 1814
Als Folge der französischen Revolution wurden in der Zeit der Revolutionskriege ab 1792 und in der Ära Napoleon Bonapartes weite Gebiete West- und Mitteleuropas von Frankreich annektiert und nach und nach in die Départementsstruktur integriert.
Dies betraf die heutigen Benelux-Staaten, Teile Deutschlands (das gesamte Linke Rheinufer und ab 1811 die Mündungsgebiete von Ems, Weser und Elbe), der Schweiz und Italiens. Auf dem Höhepunkt der französischen Eroberungen (1811) gab es 130 Départements, und Städte wie Brüssel 72.280 Einwohner, Amsterdam 220.000 Einwohner, Hamburg 150.000 Einwohner, Aachen, Genf, Turin oder Rom waren Teil des französischen Kaiserreichs. Alle diese Gebiete gingen 1814 mit dem Sturz Napoleons wieder verloren.

Das französische Kaiserreich zur Zeit seiner größten Ausdehnung im Jahr 1812

Am 4. November 1789 teilte die französische Nationalversammlung das Gebiet von Frankreich in 83 Departements. Bis zum Jahr 1814 kamen durch Annexion die folgenden dazu:
- die Departements Alpes-Maritimes (Seealpen), Mont Blanc (Savoyen), Vaucluse (Avignon und Comtat Venaissin), Mont Terrible (Fürstbistum Basel) sowie Léman (Genf und nördlicher Teil des Departements Mont-Blanc)
- die Departements Dyle, Escaut (Schelde), Fôrets (Wälder), Jemappes, Lys, Meuse-Inferieure (untere Maas), Deux-Néthes (die beiden Nethen), Ourthe, Sambre-et-Meuse (Sambre-und-Maas); (Österreichische Niederlande und Hochstift Lüttich = ca. 32.500 km² mit 2.934.263 Einwohnern)
- die Departements Roer (Rur), Sarre (Saar), Rhin-et-Moselle (Rhein-und-Mosel) und Mont-Tonnerre (Donnersberg) (Linkes Rheinufer, ca. 23.860 km² mit 1.480.986 Einwohnern)
- die Departements Apennins, Montenotte, Gênes (Genua) (das Gebiet der vormaligen Ligurischen Republik = ca. 10.500 km² mit 850.000 Einwohnern)
- die Departements Doire, Marengo, Pô, Sésia und Stura (vormals Piemont bzw. Subalpine Republik = ca. 21.225 km² mit 1.561.176 Einwohnern)
- die Departements Tarre (Parma und Piacenza = ca. 6.000 km² mit 250.000 Einwohnern), Arno, Méditerrané (mitteländisches Meer) und Ombrone (Toskana = ca. 19.500 km² mit 1.100.000 Einwohnern)
- die Departements Rome und Trasimène (Kirchenstaat = ca. 17.500 km² mit 620.000 Menschen)
- die Departements Scheldemündung, Maasmündung, Rheinmündung, Ysselmündung, Frise (Friesland), Zuyderzee, der Ost-Ems, der West-Ems und der Oberyssel (Königreich Holland = 31.790 km² mit 2.126.000 Menschen)
- das Departement Simplon (= Wallis bzw. „République rhodanienne“, 5.224 km² mit ca. 65.500 Einwohnern)
- die Departements Lippe, Elbmündungen, Wesermündungen und Ober-Ems (seit 1811, Nordwestdeutschland von Wesel bis nach Lübeck = 36.080 km² mit 1.300.000 Menschen)
- die Departements Bouches-de-l’Èbre, Montserrat, Sègre und Ter (seit 1812, Katalonien, ca. 32.000 km² mit 814.412 Einwohnern)[1]

Das Französische Kaiserreich war um 875.000 Menschen (?) gewachsen. Auf 860.000 km² lebten 46 Millionen Menschen.
Die folgende Tabelle zeigt die angegliederten Gebiete mit Jahr der Annexion und heutiger Staatszugehörigkeit. („Nummer“ = wie sie in den Poststempeln angegeben werden)
| Nummer | Name                                 | Hauptort         | Zeitraum  | Heutige Staaten                                          |
| ------ | ------------------------------------ | ---------------- | --------- | -------------------------------------------------------- |
| 86     | Jemappes                             | Mons             | 1795–1814 | Belgien, Frankreich                                      |
| 91     | Lys (Leie)                           | Brügge           | 1795–1814 | Belgien                                                  |
| 92     | Escaut (Schelde)                     | Gent             | 1795–1814 | Belgien, Niederlande                                     |
| 93     | Deux-Nèthes                          | Antwerpen        | 1795–1814 | Belgien, Niederlande                                     |
| 94     | Dyle                                 | Brüssel          | 1795–1814 | Belgien                                                  |
| 95     | Meuse-Inférieure (Niedermaas)        | Maastricht       | 1795–1814 | Niederlande, Belgien, Deutschland (Nordrhein-Westfalen)  |
| 96     | Ourthe (Urt)                         | Lüttich          | 1795–1814 | Belgien, Deutschland                                     |
| 97     | Sambre-et-Meuse (Sambre und Maas)    | Namur            | 1795–1814 | Belgien                                                  |
| 98     | Forêts (Wälder)                      | Luxemburg        | 1795–1814 | Luxemburg, Belgien, Deutschland (Rheinland-Pfalz)        |
| 99     | Léman                                | Genf             | 1798–1814 | Frankreich, Schweiz (Genf)                               |
| 100    | Mont-Tonnerre (Donnersberg)          | Mainz            | 1801–1814 | Deutschland (Rheinland-Pfalz, Saarland)                  |
| 101    | Sarre (Saar)                         | Trier            | 1801–1814 | Deutschland (Rheinland-Pfalz, Saarland), Belgien         |
| 102    | Rhin-et-Moselle (Rhein und Mosel)    | Koblenz          | 1801–1814 | Deutschland (Rheinland-Pfalz, Nordrhein-Westfalen)       |
| 103    | Roer (Rur)                           | Aachen           | 1801–1814 | Deutschland, Niederlande                                 |
| 104    | Pô oder Eridan                       | Turin            | 1802–1814 | Italien                                                  |
| 105    | Stura                                | Cuneo            | 1802–1814 | Italien                                                  |
| 106    | Marengo                              | Alessandria      | 1802–1814 | Italien                                                  |
| 107    | Sésia                                | Vercelli         | 1802–1814 | Italien                                                  |
| 108    | Tanaro                               | Asti             | 1802–1805 | Marengo, Stura, Montenotte; heute: Italien               |
| 109    | Doire (Dora Baltea)                  | Ivrea            | 1802–1814 | Italien                                                  |
| 113    | Méditerranée                         | Livorno          | 1808–1814 | Italien                                                  |
| 116    | Rome (bis 1810 Tibre genannt)        | Rom              | 1809–1814 | Italien                                                  |
| 117    | Trasimène                            | Spoleto          | 1809–1814 | Italien                                                  |
| 118    | Zuyderzée (Zuiderzee)                | Amsterdam        | 1811–1814 | Niederlande                                              |
| 119    | Bouches-de-la-Meuse (Maasmündung)    | Den Haag         | 1811–1814 | Niederlande                                              |
| 120    | Bouches-de-l'Yssel (IJsselmündung)   | Zwolle           | 1811–1814 | Niederlande                                              |
| 121    | Yssel-Supérieur (Oberijssel)         | Arnheim          | 1811–1814 | Niederlande                                              |
| 122    | Frise (Friesland)                    | Leeuwarden       | 1811–1814 | Niederlande                                              |
| 123    | Ems-Occidental (Westems)             | Groningen        | 1811–1814 | Niederlande, Deutschland (Niedersachsen)                 |
| 124    | Ems-Oriental (Ostems)                | Aurich           | 1811–1814 | Deutschland (Niedersachsen)                              |
| 125    | Bouches-de-l'Escaut (Scheldemündung) | Middelburg       | 1810–1814 | Niederlande (Zeeland)                                    |
| 126    | Bouches-du-Rhin (Rheinmündung)       | ’s-Hertogenbosch | 1810–1814 | Niederlande                                              |
| 127    | Simplon                              | Sion             | 1810–1814 | Schweiz (Wallis)                                         |
| 128    | Bouches-de-l’Elbe (Elbmündung)       | Hamburg          | 1811–1814 | Deutschland (Hamburg, Niedersachsen, Schleswig-Holstein) |
| 129    | Bouches-du-Weser (Wesermündung)      | Bremen           | 1811–1814 | Deutschland (Niedersachsen, Bremen)                      |
| 130    | Ems-Supérieur (Oberems)              | Osnabrück        | 1811–1814 | Deutschland (Niedersachsen, Nordrhein-Westfalen)         |
| 131    | Lippe                                | Münster          | 1811–1814 | Deutschland (Nordrhein-Westfalen)                        |